# Asatsu-DK

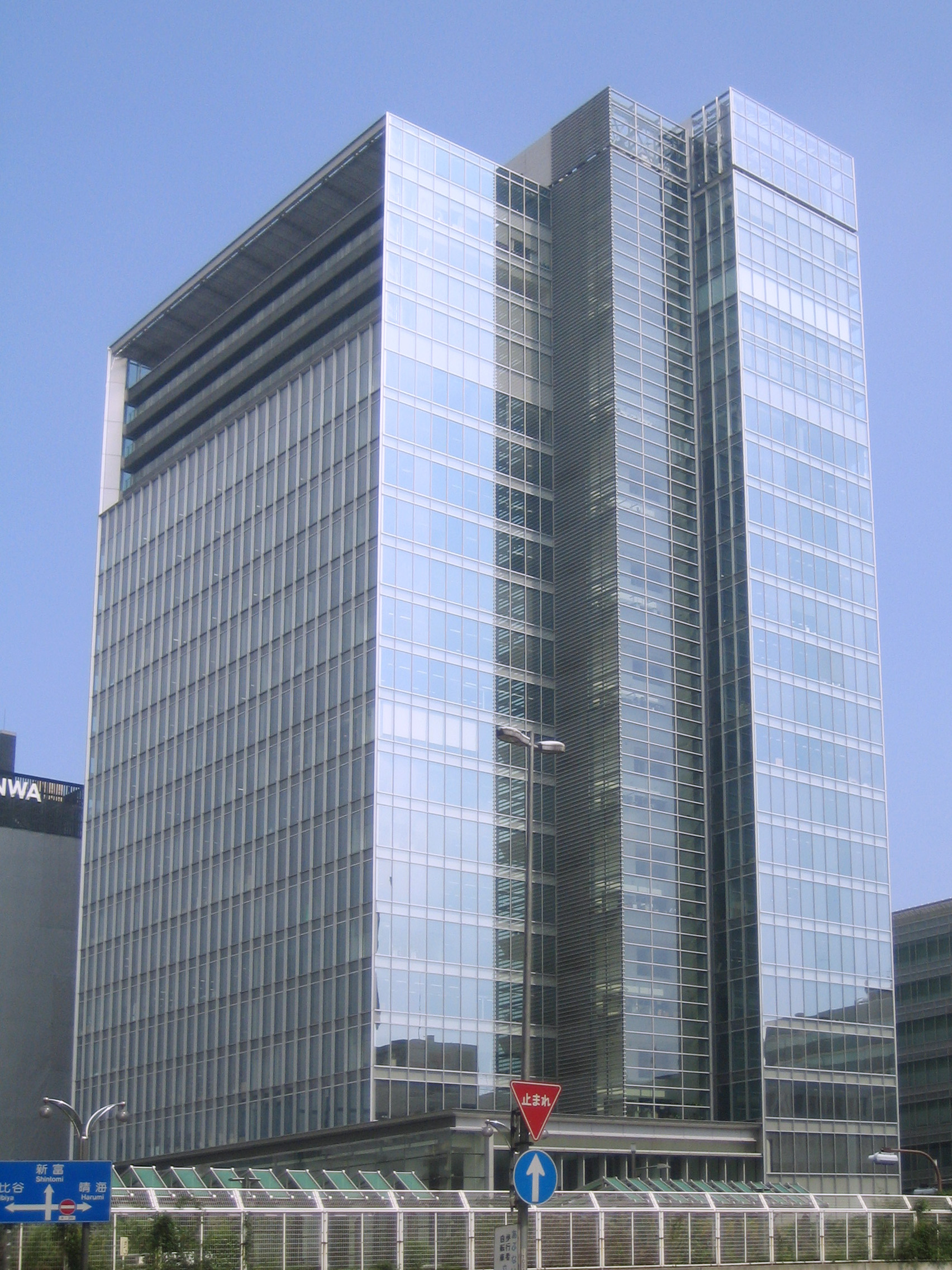
Siège social d'Asatsu-DK

Asatsu-DK (株式会社アサツー ディ・ケイ, kabushiki-gaisha Asatsū di kei) est une agence de publicité japonaise. C'est la troisième plus grande agence japonaise derrière Dentsu et Hakuhodo.

## Histoire
Asatsu (旭通, Asatsū) est fondée en 1956 par Masao Inagaki. En 1999, Asatsu fusionne avec son concurrent Dai-ichi kikaku (第一企画, créé en 1951) pour devenir Asatsu-DK.
De 1998 à 2017, l'agence anglaise WPP détient une part de 20 % à 25 % d'Asatsu-DK.
Le 2 octobre 2017, Bain Capital indique vouloir racheter la totalité des actions Asatsu-DK à ses actionnaires, y compris WPP, pour 152 milliards de yens (1,15 milliard d'euros). Cette offre publique d'achat (OPA) permet à Bain Capital de récolter 36,23 millions d'actions, au prix unitaire de 3 660 yens, soit un total de 132,6 milliards de yens (999 millions d'euros), l'équivalent de plus de 87 % du capital.
Le président Ueno a été arrêté par les procureurs dans le scandale de corruption des Jeux olympiques de Tokyo en 2022